# Domenico Maria Novara
Domenico Maria Novara ou encore Domenico Maria Novara da Ferrara (né en 1454 à Ferrare - mort en 1504) était un astronome italien de la Renaissance.

## Biographie
Élève de Regiomontanus, Domenico Maria Novara pratiqua l'astrologie et enseigna l'astronomie à l'université de Bologne de 1483 à 1504.
Il n'existait pas, à l'époque, de distinction nette entre les deux disciplines et la première finançait souvent la seconde. Par malchance, seuls des almanachs témoignent encore de l'œuvre de Novara. Il fut pourtant un esprit brillant et libre et eut le privilège d'avoir pour élève, assistant et collaborateur, de 1496 à 1500, un personnage dont on retiendra le nom : Nicolas Copernic.
Il fut le témoin de la première observation remarquable de son disciple ainsi qu'en atteste De Revolutionibus orbium caelestium. Tous deux furent conscients que les jours du modèle géocentrique de l'univers de Ptolémée étaient comptés. Selon Kuhn, Novara fut proche des néo-platoniciens de Florence et reprochait au système de Ptolémée trop de complexité pour effectivement expliquer l'ordre limpide de la nature.